# 唐守欽
唐守欽（1549年—？），原名唐鑑，字宗堯，福建興化府莆田縣人，鹽籍，明朝政治人物。

## 生平
嘉靖四十三年（1564年）甲子科福建鄉試第五十一名，萬曆五年（1577年）丁丑科會試第一百三十三名，登二甲第二十一名進士。授户部主事，歷升员外郎、郎中，出官安慶府、叙州府知府，二十年（1592年）四月升雲南副使，改任浙江副使，二十四年三月升本省右参政，二十五年六月兼任按察司佥事，调温处兵巡道。三十年闰二月起调山東右參政兼佥事，管青州兵备道事。

## 家族
曾祖唐孔美；祖父唐珍，號榕原，壽官；父唐喬選，字彰能，號濱石，更号曰「涧松」。前母李氏；母陳氏。慈侍下。弟唐釴。